# أحمد محمد الفراج
أحمد محمد الفراج (1966 -) هو كاتب في صحيفة الجزيرة وأكاديمي سعودي،

## حياته ونشأته
ولد في مدينة بريدة عام 1966م. تدرج في العديد من المناصب الأكاديمية والإدارية، وهو حاصل على شهادتي الماجستير والدكتوراه من الولايات المتحدة الأمريكية وهو أيضاً كاتب بمجلة اليمامة وجريدة الحياة الدولية، كما أن له زاوية تحت اسم " بعد آخر" في صحيفة الجزيرة السعودية، وهي صحيفة يومية تصدر عن مؤسسة الجزيرة للصحافة والطباعة والنشر، والتي تأسست عام 1960م على يد كلا من: الشيخ عبد الله بن محمد بن خميس والشيخ عبد العزيز بن عبد الله الربيعي، ويعد الدكتور أحمد الفراج أكاديمي حيث تولى مناصب أكاديمية عديدة في العديد من الجامعات المحلية والدولية، وكذلك تدرج في العديد من المناصب الإدارية .

### الحياة العلمية
أنهى الدكتور والكاتب أحمد الفراج مرحلة الدراسة الابتدائية في عام 1973م، ثم حصل على شهادة الدراسة المتوسطة في عام 1976م، وحصل على شهادة الدراسة الثانوية في عام 1979م، أما شهادة الليسانس فقد حصل عليها في عام 1983م، وقد تعين بعدها معيد بجامعة الملك سعود في الفترة بين الثامن من أكتوبر 1983م إلى الحادي عشر من أغسطس عام 1984م.
وقد حصل الفراج بعد ذلك على شهادة الماجستير في الآداب، وذلك من جامعة إنديانا بالولايات المتحدة الأمريكية في الثلاثون من يونيو عام 1988م، ثم حصل على شهادة الدكتوراه من جامعة ولاية ميتشغن بالولايات المتحدة الأمريكية في مجال اللغويات في التاسع عشر من أغسطس عام 1995م، حيث تعين على إثر ذلك كأستاذ مساعد بجامعة الملك سعود، تحديدا في تاريخ الخامس من ديسمبر عام 1995م.

### شهاداته العلمية[2]
- شهادة الدراسة الابتدائية في عام 1393 ه / 1973م.
- شهادة الدراسة المتوسطة في عام 1396 ھ / 1976 م.
- شهادة الدراسة الثانوية في عام 1399 ھ/ 1979 م.
- شهادة البكالوريوس في عام 1403 ھ / 1983 م.
- معيد بجامعة الملك سعود من تاريخ 2/1/1404ه حتى 14/11/1404ه (8/10/1983 م حتى 11/8/1984 م).
- شهادة الماجستير من جامعة إنديانا بالولايات المتحدة الأمريكية في 16/11/1408ه الموافق 30/6/1988 م.
- شهادة الدكتوراه من جامعة ولاية ميشيغان بالولايات المتحدة الأمريكية في 22/3/1416ه الموافق 19/8/1995 م.
- أستاذ مساعد بجامعة الملك سعود من 13/7/1416ه (5/12/1995 م).

## الحياة المهنية
شارك الفراج في عدد من المناصب الدولية مثل: مشاركته في العديد من المؤتمرات العلمية في مجال اللغويات والترجمة، والعلوم السياسية والعلاقات الدولية، في كلا من الولايات المتحدة وبريطانيا وأستراليا وكندا وغيرهم، وذلك منذ 1985 حتى الوقت الحاضر، تم تعيينه كمدرس للغة الإنجليزية في معهد تعليم اللغة الإنجليزية لغير الناطقين بها، في جامعة إنديانا بالولايات المتحدة عام 1987، كان مدير في أحد ندوات مؤتمر ” بناء النظرية وطرق التدريس في اكتساب اللغة الثانية “، الذي عقد في جامعة ولاية ميتشغن عام 1991، وغيرها من الندوات التي شارك فيها في المؤتمرات المحلية والدولية، كما كان أستاذ زائر في جامعة أستراليا الوطنية عام 1997 – 1998، وأستاذ زائر في جامعة إيسكس البريطانية عام 1999.
جدير بالذكر أن الفراج قد تعاون مع كلية الدراسات التطبيقية بجامعة الملك سعود، لتدريس اللغة الإنجليزية للمرشحين من موظفي الدولة، وكذلك تعاون مع قسم اللغة الإنجليزية بكلية الآداب بجامعة الملك سعود لتدريس بعض مواد علم اللغة التطبيقي، وقد قام بترجمة بعض والوثائق لمؤسسة الأمير سلطان بن عبد العزيز الخيرية عام 1999، وترجمة بعض والوثائق لصالح الحرس الوطني في عام 1999 و 2000 و 2001، كما شارك الفراج في العديد من البرامج السياسية، حيث قام بالتعليق على مختلف الأحداث في القنوات المحلية والخليجية والعربية والعالمية، جدير بالذكر أنه أيضا عضو في عدد من اللجان على المستوى الوطني.

### اعمال ادارية
- مدير مكتب الدراسات الخاصة بالسكرتارية الخاصة لصاحب السمو الملكي الأمير / سلطان بن عبد العزيز آل سعود ولي العهد نائب رئيس مجلس الوزراء وزير الدفاع والطيران والمفتش العام من 15/11/1426ه حتى وفاته.
- عميد معهد اللغة العربية بجامعة الملك سعود من 8/7/1422ه حتى 15/11/1426ه.
- عضو بمجلس جامعة الملك سعود من 8/7/1422ه إلى 15/11/1426ه.
- مدير مكتب الدراسات الخاصة والمشرف العام على سكرتارية الاجتماعات والترجمة بالسكرتارية الخاصة لصاحب السمو الملكي الأمير / سلطان بن عبد العزيز آل سعود ولي العهد نائب رئيس مجلس الوزراء وزير الدفاع والطيران والمفتش العام من 15/11/1426ه حتى وفاته يرحمه الله.
- عميد معهد اللغويات بجامعة الملك سعود من 8/7/1422ه حتى 15/11/1426ه.
- عضو بمجلس جامعة الملك سعود من 8/7/1422ه إلى 15/11/1426ه.
- رئيس قسم اللغة والثقافة بمعهد اللغويات من 22/7/1419ه حتى 8/7/1422ه وعضو بمجلس الكلية.
- رئيس قسم تدريب المعلمين بمعهد اللغويات من 25/6/1418ه حتى 6/6/1419ھ وعضو بمجلس الكلية.
- رئيس لجنة التطوير الإداري والأكاديمي بالكلية من 8/7/1422ھ إلى 15/11/1426ھ.
- عضو «لجنة المنح» التي يترأسها سعادة الأستاذ الدكتور وكيل جامعة الملك سعود للشئون التعليمية والأكاديمية من 8/7/1422ھ إلى 15/11/1426ھ.
- عضو «لجنة المناهج والخطط الدراسية» التي يترأسها سعادة الأستاذ الدكتور وكيل جامعة الملك سعود للشئون التعليمية والأكاديمية من 8/7/1422ھ إلى 15/11/ 1426ھ.
- عضو «لجنة التعاون الدولي» بجامعة الملك سعود من 8/7/1422ھ إلى 15/11/1426ھ.

### مشاركات علمية
- أستاذ زائر في جامعة أستراليا الوطنية خلال العام الجامعي 1417/1418ه (1997/1998م).
- أستاذ زائر في جامعة إيسكس في بريطانيا خلال صيف العام الدراسي 1419/ 1420ھ (1999م).
- التعاون مع كلية الدراسات التطبيقية بجامعة الملك سعود وذلك لتدريس اللغة الإنجليزية للمرشحين من موظفي الدولة.
- متعاون مع قسم اللغة الإنجليزية بكلية الآداب بجامعة الملك سعود لتدريس بعض مواد علم اللغة التطبيقي.
- مدرس للغة الإنجليزية كلغة ثانية في معهد تعليم اللغة الإنجليزية لغير الناطقين بها بجامعة إنديانا بالولايات المتحدة الأمريكية خلال فصل الخريف لعام 1987م.
- أحد مديري ندوات مؤتمر «بناء النظرية وطرق التدريس في اكتساب اللغة الثانية» والذي عقد في جامعة ولاية متشجن في صيف عام 1991م، إضافة إلى إدارة العديد من الندوات في العديد من المؤتمرات المحلية والدولية.
- حضور العديد من المؤتمرات العلمية في مجال اللغويات والترجمة وكذلك العلوم السياسية والعلاقات الدولية بالولايات المتحدة الأمريكية وبريطانيا وأستراليا وكندا والعديد من الدول الأخرى منذ عام 1985م وحتى الآن.
- ترجمة بعض الأعمال والوثائق لحساب مؤسسة الأمير سلطان بن عبد العزيز الخيرية خلال العام 1420ه / 1999م.
- ترجمة بعض الأعمال والوثائق لحساب الحرس الوطني خلال الأعوام (1419ھ /1999م)،(1420ه /2000م)، (1421ھ / 2001م).
- كاتب بمجلة اليمامة وجريدة الحياة الدولية، وحالياً كاتب زاوية «بعد آخر» في جريدة الجزيرة.
- المشاركة في العديد من البرامج السياسية للتعليق على الأحداث في القنوات المحلية والخليجية والعربية والعالمية.
- عضو في بعض اللجان على المستوى الوطني.